# Filippo Guastavillani
Filippo Guastavillani (Bolonha, 28 de setembro de 1541 - Roma, 17 de agosto de 1587) foi um cardeal do século XVII

## Biografia
Nasceu em Bolonha em 28 de setembro de 1541. Filho de Angelo Michele Guastavillani e Giacoma Boncompagni. patrício bolonhesa. Sobrinho do Papa Gregório XIII (1572-1585), por parte de mãe. Primo do cardeal Filippo Boncompagni (1572).
Recebeu a tonsura clerical em Bolonha. Membro do Conselho dos Quarenta (senador), 1571-1576; após sua promoção ao cardinalato, renunciou ao cargo de senador em favor de seu irmão Girolamo. Gonfaloniero da Justiça de Bolonha..
Criado cardeal diácono no consistório de 5 de julho de 1574; recebeu o gorro vermelho e a diaconia de S. Maria Nuova, 14 de julho de 1574. Optou pelo deonato de S. Maria in Cosmedin, 8 de novembro de 1577. Governador de Spoleto, 1578. Governador de Ancona a partir de 18 de outubro de 1578; prorrogado, 3 de maio de 1581; novamente, 27 de março de 1585; e novamente, 7 de maio de 1585. Protetor da S. Casa de Loreto, 11 de dezembro de 1580 até sua morte. Abade commendatario de Nonantola desde 1582. Optou pela diaconia de S. Ângelo em Pescheria, a 19 de Dezembro de 1583. Participou no conclave de 1585, em que foi eleito o Papa Sisto V. Governador de Montis Castelli Tudertini, 1585. Optou pela diaconia de S. Eustáquio, 7 de janeiro de 1587. Camerlengo da Santa Igreja Romana (2) , 14 de maio de 1584 até sua morte. Governador de Bolonha e Ferrara..
Morreu em Roma em 17 de agosto de 1587. Enterrado na basílica de Ss. XII Apostoli, Roma; transferido para Bolonha no ano seguinte e sepultado em frente ao altar-mor da igreja de S. Francesco daquela cidade.